# La Basse-Vaivre
La Basse-Vaivre est une commune française située dans le département de la Haute-Saône, en Franche-Comté, dans la région administrative Bourgogne-Franche-Comté.

## Géographie

### Description
La commune est aisément accessible par l'ancienne route nationale 417 (actuelle RD 417) qui relie  Chaumont à Colmar.

### Communes limitrophes
Les communes limitrophes sont  Demangevelle, Montdoré, Passavant-la-Rochère, Selles et Vougécourt.

### Hydrographie
Le territoire communal est limité au nord par le lit de Côney, un affluent de rive gauche de la Saône et donc un sous-affluent du fleuve le  Rhône.
Le Côney est doublé, à l'extérieur du territoire communal, par la branche sud du canal de l'Est.
Le Ru des prés se trouve en limite est du territoire communal et conflue dans le Côney.

### Climat
Pour des articles plus généraux, voir Climat de la Bourgogne-Franche-Comté et Climat de la Haute-Saône.
En 2010, le climat de la commune est de type climat des marges montargnardes, selon une étude du Centre national de la recherche scientifique s'appuyant sur une série de données couvrant la période 1971-2000. En 2020, Météo-France publie une typologie des climats de la France métropolitaine dans laquelle la commune est dans une zone de transition entre le climat océanique altéré et le climat océanique altéré et est dans la région climatique  Lorraine, plateau de Langres, Morvan, caractérisée par un hiver rude (1,5 °C), des vents modérés et des brouillards fréquents en automne et hiver. 
Pour la période 1971-2000, la température annuelle moyenne est de 10,1 °C, avec une amplitude thermique annuelle de 17,1 °C. Le cumul annuel moyen de précipitations est de 911 mm, avec 13,1 jours de précipitations en janvier et 9,6 jours en juillet. Pour la période 1991-2020, la température moyenne annuelle observée sur la station météorologique de Météo-France la plus proche, « Venisey », sur la commune de Venisey à 14 km à vol d'oiseau, est de 11,0 °C et le cumul annuel moyen de précipitations est de 850,7 mm. 
La température maximale relevée sur cette station est de 39,7 °C, atteinte le 25 juillet 2019 ; la température minimale est de −17,4 °C, atteinte le 30 décembre 2005,,. 
Les paramètres climatiques de la commune ont été estimés pour le milieu du siècle (2041-2070) selon différents scénarios d'émission de gaz à effet de serre à partir des nouvelles projections climatiques de référence DRIAS-2020. Ils sont consultables sur un site dédié publié par Météo-France en novembre 2022.

## Urbanisme

### Typologie
Au 1er janvier 2024, La Basse-Vaivre est catégorisée commune rurale à habitat très dispersé, selon la nouvelle grille communale de densité à sept niveaux définie par l'Insee en 2022.
Elle est située hors unité urbaine et hors attraction des villes,.

### Occupation des sols
L'occupation des sols de la commune, telle qu'elle ressort de la base de données européenne d’occupation biophysique des sols Corine Land Cover (CLC), est marquée par l'importance des territoires agricoles (53,8 % en 2018), en diminution par rapport à 1990 (60,9 %). La répartition détaillée en 2018 est la suivante : 
forêts (46,2 %), prairies (45,9 %), terres arables (7,9 %). L'évolution de l’occupation des sols de la commune et de ses infrastructures peut être observée sur les différentes représentations cartographiques du territoire : la carte de Cassini (XVIIIe siècle), la carte d'état-major (1820-1866) et les cartes ou photos aériennes de l'IGN pour la période actuelle (1950 à aujourd'hui).

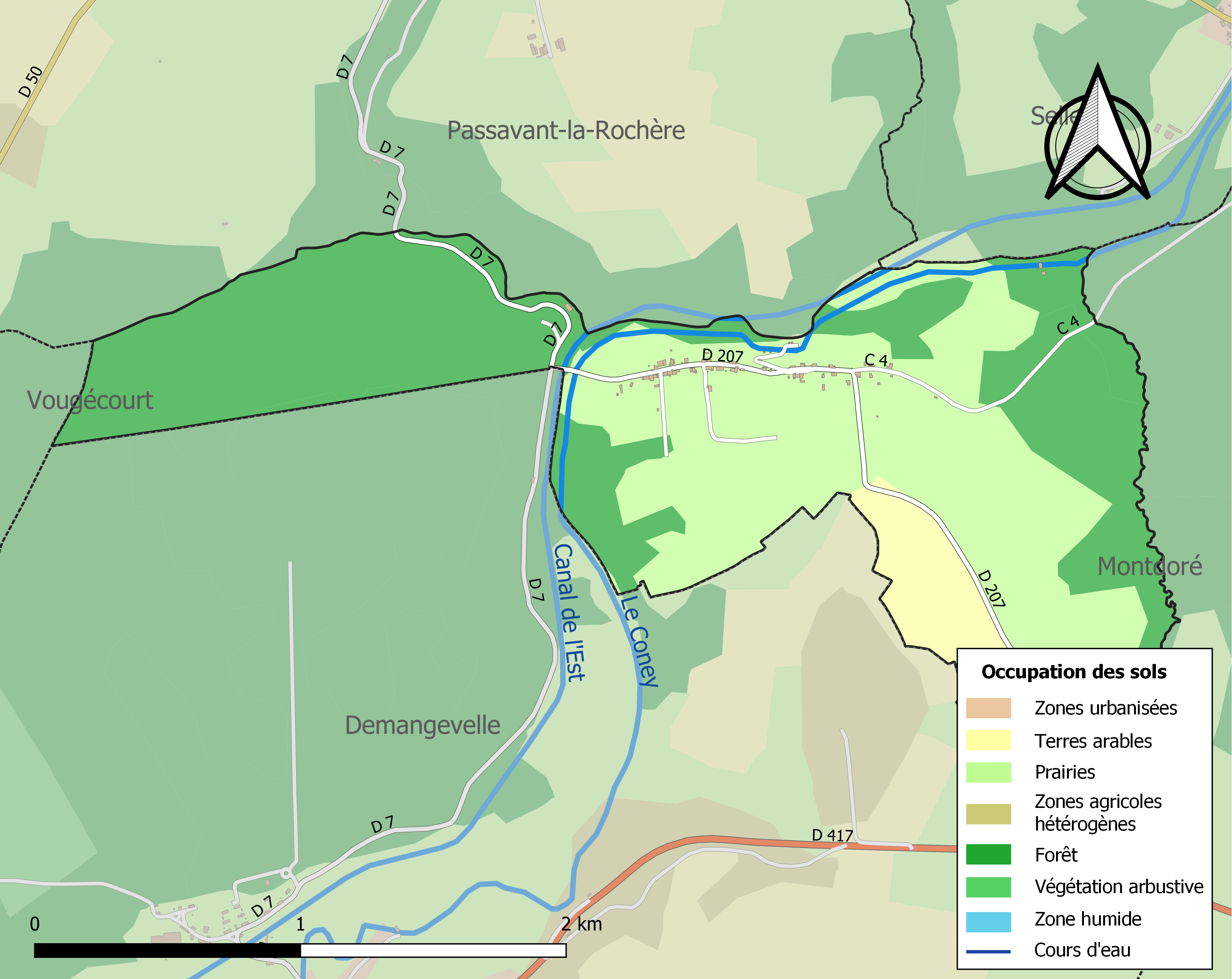
Carte des infrastructures et de l'occupation des sols de la commune en 2018 (CLC).

### Habitat et logement
En 2018, le nombre total de logements dans la commune était de 37, alors qu'il était de 38 en 2013 et en 2008.
Parmi ces logements, 57,2 % étaient des résidences principales, 37,4 % des résidences secondaires et 5,3 % des logements vacants. Ces logements étaient pour 100 % d'entre eux des maisons individuelles et pour 0 % des appartements.
Le tableau ci-dessous présente la typologie des logements à la La Basse-Vaivre en 2018 en comparaison avec celle de la Haute-Saône et de la France entière. Une caractéristique marquante du parc de logements est ainsi une proportion de résidences secondaires et logements occasionnels (37,4 %) , très supérieure à celle du département (6,2 %) et à celle de la France entière (9,7 %). Concernant le statut d'occupation de ces logements, 90,9 % des habitants de la commune sont propriétaires de leur logement (100 % en 2013), contre 68,7 % pour la Haute-Saône et 57,5 % pour la France entière.
| Typologie                                               | La Basse-Vaivre | Haute-Saône | France entière |
| ------------------------------------------------------- | --------------- | ----------- | -------------- |
| Résidences principales (en %)                           | 57,2            | 83          | 82,1           |
| Résidences secondaires et logements occasionnels (en %) | 37,4            | 6,2         | 9,7            |
| Logements vacants (en %)                                | 5,3             | 10,8        | 8,2            |

## Toponymie
Le village est institué comme (commune en 1793 sous le nom de Labassoivre", puis porte en 1801 son nom actuel de La Basse-Vaivre.

## Politique et administration

### Rattachements administratifs et électoraux

#### Rattachements administratifs
La commune se trouve dans l'arrondissement de Vesoul du département de la Haute-Saône.  
Elle faisait partie depuis 1801 du canton de Jussey. Dans le cadre du redécoupage cantonal de 2014 en France, cette circonscription administrative territoriale a disparu, et le canton n'est plus qu'une circonscription électorale.

#### Rattachements électoraux
Pour les élections départementales, la commune fait partie depuis 2014 d'un nouveau  canton de Jussey, passé de 22 à 65 communes.
Pour l'élection des députés, elle fait partie de la première circonscription de la Haute-Saône.

### Intercommunalité
Penvénan était membre de la communauté de communes Saône et Coney, un établissement public de coopération intercommunale (EPCI) à fiscalité propre créé fin 2002 et auquel la commune avait transféré un certain nombre de ses compétences, dans les conditions déterminées par le code général des collectivités territoriales.
Conformément aux prescriptions de la loi de réforme des collectivités territoriales du 16 décembre 2010, qui a prévu le renforcement et la simplification des intercommunalités et la constitution de structures intercommunales de grande taille, cette intercommunalité a fusionné avec ses voisines pour former, le 1er janvier 2014, la communauté  de la Haute Comté, dont est désormais membre la commune.

### Liste des maires
| Période                                  | Période                        | Identité             | Étiquette | Qualité                                 |
| ---------------------------------------- | ------------------------------ | -------------------- | --------- | --------------------------------------- |
| Les données manquantes sont à compléter. |                                |                      |           |                                         |
| mars 2001                                | Automne 2022                   | Michel Richard,      | DVD       | Retraité des professions intermédiaires |
| septembre 2022                           | En cours (au 16 décembre 2022) | Patrick Bôle-Richard |           | Professeur des écoles                   |

## Démographie
L'évolution du nombre d'habitants est connue à travers les recensements de la population effectués dans la commune depuis 1793. Pour les communes de moins de 10 000 habitants, une enquête de recensement portant sur toute la population est réalisée tous les cinq ans, les populations de référence des années intermédiaires étant quant à elles estimées par interpolation ou extrapolation. Pour la commune, le premier recensement exhaustif entrant dans le cadre du nouveau dispositif a été réalisé en 2007.

En 2022, la commune comptait 44 habitants, en évolution de +12,82 % par rapport à 2016 (Haute-Saône : −1,4 %, France hors Mayotte : +2,11 %).
| 1793 | 1800 | 1806 | 1821 | 1831 | 1836 | 1841 | 1846 | 1851 |
| ---- | ---- | ---- | ---- | ---- | ---- | ---- | ---- | ---- |
| 207  | 195  | 275  | 267  | 308  | 297  | 300  | 322  | 297  |

| 1856 | 1861 | 1866 | 1872 | 1876 | 1881 | 1886 | 1891 | 1896 |
| ---- | ---- | ---- | ---- | ---- | ---- | ---- | ---- | ---- |
| 218  | 201  | 196  | 182  | 153  | 210  | 203  | 152  | 150  |

| 1901 | 1906 | 1911 | 1921 | 1926 | 1931 | 1936 | 1946 | 1954 |
| ---- | ---- | ---- | ---- | ---- | ---- | ---- | ---- | ---- |
| 135  | 130  | 123  | 117  | 107  | 103  | 105  | 115  | 109  |

| 1962 | 1968 | 1975 | 1982 | 1990 | 1999 | 2006 | 2007 | 2012 |
| ---- | ---- | ---- | ---- | ---- | ---- | ---- | ---- | ---- |
| 88   | 83   | 56   | 48   | 52   | 37   | 44   | 45   | 45   |

| 2017 | 2022 | - | - | - | - | - | - | - |
| ---- | ---- | - | - | - | - | - | - | - |
| 37   | 44   | - | - | - | - | - | - | - |

## Culture locale et patrimoine

### Héraldique
| Blason de La Basse-Vaivre | Blason  | De gueules à la roue de moulin d’or, aux deux clefs d’argent passées en sautoir brochant sur le moyeu ; mantelé d’argent aux trois fasces tréflées par le haut de sinople. |
| Blason de La Basse-Vaivre | Détails | Le statut officiel du blason reste à déterminer. |